# 世界でいちばん美しい村
『世界でいちばん美しい村』（せかいでいちばんうつくしいむら）は、2017年のドキュメンタリー映画。2017年3月25日に東劇ほか全国公開。

## 概要
写真家の石川梵の初監督作品であり、2015年のネパール大地震に襲われたある家族を追ったドキュメンタリー映画。
個人製作にもかかわらず、東劇で公開、口コミで評判を呼び、その後、新宿ピカデリーをはじめ、全国38館で公開。東京では上映館をまたぎながら18週のロングランを記録中。
ぴあ映画生活の口コミランキング全映画中1位。
初めてドローンを大胆に活用した映画としても注目を浴びている。

## ストーリー
2015年4月25日、ネパールをマグニチュード7.8の地震が襲った。写真家石川梵は報道のため、ジープと徒歩で2日かけヒマラヤ奥地にある震源地の村ラプラックにたどり着く。
全滅し、孤立無援となった村で石川は少年アシュバドルと出会った。石川は少年とふたつの約束をした。ひとつは「この村のことを世界に伝えること」もうひとつは「必ずまたこの村に戻ってくるということ」。支援のため、村に何度も通ううちに、当初は悲惨で絶望的に見えたこの村が、じつは桃源郷のような「世界でいちばん美しい村」であることに気づく。

## キャスト
- ボラムキャ：ボラムキャ一家の主人。寡黙で勤勉、牛追いを生業とする。
- アシュバドル：一家の次男。石川はアシュバドルとの出会いがきっかけでこの映画を撮ることになった。
- プナム：末娘。大地震で怪我。その際、友だちが目の前で亡くなっている。プナムの出現で映画は彼女の視点から描かれる。
- ジルバドル：長男。真面目で勤勉。
- モティ：ボラムキャの妻
- ラルバドル：三男。やんちゃできかんぼう。
- アシュパニ：長女。家事をこなし、面倒見のよい16歳
- カンチー：隣家の娘
- ヤクムマリ：舞台となったラプラック村唯一の看護士。大地震で夫を失った。

## スタッフ
- エクゼクティブ・プロデューサー：広井王子
- プロデューサー：石川梵
- 監督：石川梵
- ナレーション：倍賞千恵子
- 音楽：Binod Katuwal, ＊はなおと＊
- 撮影：石川梵
- 編集：簑輪広二
- 録音：宮本麗
- スティール：石川梵、宮本麗
- 製作：石川フォトオフィス
- 配給：太秦、石川フォトオフィス